# Sint-Martinuskerk (Stevoort)

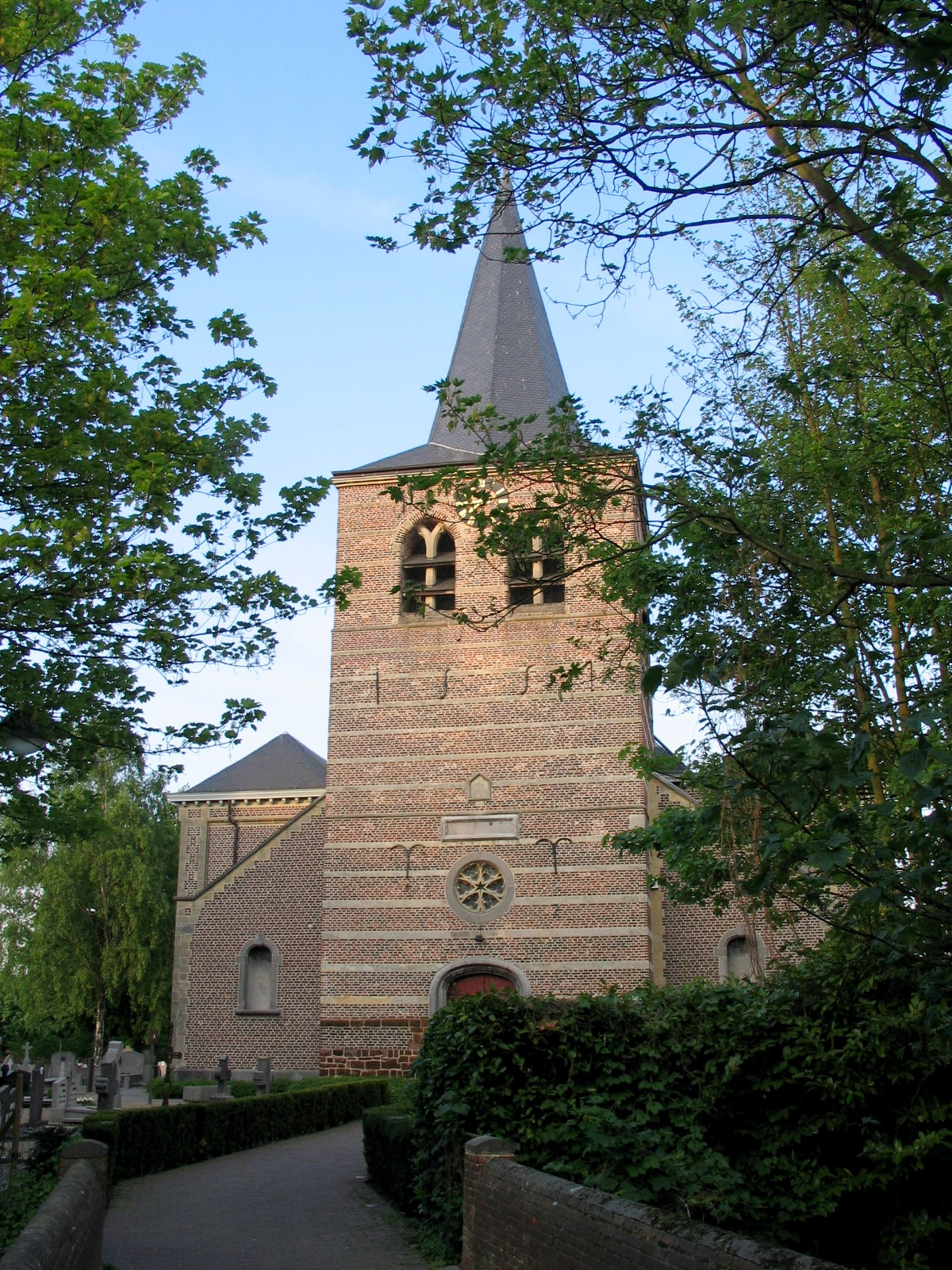
Sint-Martinuskerk

De Sint-Martinuskerk is de parochiekerk van Stevoort, gelegen aan het Sint-Maartenplein aldaar.

## Geschiedenis
De kerk heeft een laatgotische westtoren uit 1557. Deze is geflankeerd door kapellen. De toren heeft drie geledingen en is gebouwd in baksteen met mergelstenen speklagen. De plint is van ijzerzandsteen. Boven de ingang is een recenter roosvenster. Ook is daar een chronogram met de tekst: palMers CIViusque pagI aDIUVantIbUs ChrIsto auCta, een zonnewijzer en een verweerde gevelsteen met drie wapenschilden.
Omstreeks 1787 werd de kerk vervangen door een classicistisch bouwwerk naar ontwerp van Digneffe. Het heeft een arduinen plint en een ijzerzandstenen plint voor de oudere delen. Ook werd toen de kapel van Libotton aan de noordzijde tegen het koor aangebouwd. De scheidingsboog tussen schip en koor heeft een merkwaardige stucversiering in Lodewijk XVI-stijl. Deze bevat ook het wapenschild van Augustina van Hamme, abdis van de Abdij van Herkenrode.
In 1891-1892 werd de kerk uitgebreid met zijbeuken, waardoor een pseudobasilicale bouw ontstond. Architect was Hyacinth Martens.

## Interieur
In de kapel van Libotton bevindt zich een schildering die de Tenhemelopneming van Maria verbeeldt.
De kerk bezit een houten kruisbeeld van omstreeks 1500, en er zijn 16e-eeuwse beelden van Sint-Martinus, Sint-Hubertus en Jezus op de Koude Steen. Uit 1666 is een reliëf van de Heilige Apollonia. Een houten gedenkplaat (1545) memoreert Abdis Mechtildis van Herkenrode. Ook is er een grafsteen van J.J. de Libotton uit 1787.
De kerk bezit kostbaar liturgisch zilverwerk uit de 18e en 19e eeuw.
Op het kerkhof bevinden zich enkele 17e-eeuwse grafstenen.

## Trivia
Pastoor J. Purnal heeft eveneens een grafsteen (1815). In 1798-1799 was hij verbannen naar het Île de Ré. Bij terugkeer schreef hij hierover een reisverslag.
In tegenstelling tot vele andere kerken in Belgisch-Limburg beschikt de Sint-Martinus Kerk in Stevoort nog over vooroorlogse klokken. De inwoners van Stevoort hadden de klokken gevrijwaard van versmelting door de Duitse bezetter door ze voor hun aankomst te begraven. Na de oorlog werden ze weer opgegraven en in ere hersteld.